# Даниэльссон, Эльма
Эльма Шарлотта Даниэльссон (Даниэльсон, швед. Elma Charlotta Danielsson, урождённая Сундквист, швед. Sundquist; 1 марта 1865 года, Фалун, Швеция — 8 февраля 1936 года, Ломма, Швеция) — шведская журналистка и политический деятель, член Социал-демократической рабочей партия Швеции. С 1887 года являлась временным редактором социал-демократической газеты Arbetet, считается первой женщиной в социал-демократической прессе.

## Биография
Эльма Сундквист родилась в шведском городе Фалун 1 марта 1865 года. Работала учителем в системе государственных школ и переехала в Мальмё со своим женихом Акселем Даниэльссоном, за которого вышла замуж в 1897 году, после шестнадцати лет помолвки. У пары родился сын Аттердаг (1891—1895).
Аксель Даниэльссон выпускал радикальную социал-демократическую газету Arbetet в Мальмё, а Эльма с 1887 года работала в редакции газеты в качестве журналиста. Когда в 1889 году Аксель был заключен в тюрьму за богохульство, Эльма занимала пост временного редактора вплоть до освобождения мужа в 1890 году. В 1891 году она переехала в США, но вернулась в Швецию в 1895 году. Уже в это время Эльма принимала деятельное участие в общественной жизни как за рубежом так и на родине; шведский писатель и публицист Август Стриндберг однажды заметил Акселю, что ему повезло иметь «невесту с искрой».
Даниэльссон была ведущим представителем движения за расширение прав женщин в шведском рабочем движении: она основала Ассоциацию трудящихся женщин (швед. Kvinnliga arbetarklubben), первую в Швеции социалистическую организацию трудящихся женщин, а также была её председателем в 1888—1890. В 1900 году Эльма стала соучредителем Женского дискуссионного клуба Мальмё (швед. Malmös kvinnliga discussionsklubb).
После того, как женщины получили право участвовать в муниципальных выборах в 1909 году, Даниэльссон стала первой женщиной, избранной в городской совет Мальмё.